# Atsede Habtamu
Atsede Habtamu (auch Atsede Habtamu Besuye; * 26. Oktober 1987) ist eine äthiopische Langstreckenläuferin, die sich auf den Marathonlauf spezialisiert hat.
International trat sie zum ersten Mal bei den Straßenlauf-Weltmeisterschaften 2007 in Udine in Erscheinung. Über die Halbmarathondistanz belegte sie in 1:08:29 h den fünften Rang. Ein Jahr später wurde sie bei den Halbmarathon-Weltmeisterschaften in Rio de Janeiro Achte in 1:11:13 h. Außerdem siegte sie 2008 beim Nizza-Halbmarathon und wurde Vierte beim Delhi-Halbmarathon in 1:09:37 h.
Im Januar 2009 gab sie beim Dubai-Marathon ihr Debüt auf der 42,195-km-Strecke und belegte in 2:25:17 h den zweiten Platz. Den Boston-Marathon im April beendete sie mit einer Zeit von 2:35:34 h als Siebte. Im September wurde sie mit ihrer persönlichen Bestzeit von 2:24:46 h die jüngste Siegerin in der Geschichte des Berlin-Marathons.
2010 wurde sie Zwölfte beim London-Marathon und stellte beim Eindhoven-Marathon mit 2:25:35 h einen Streckenrekord auf. Anfang 2011 steigerte sie ihre persönliche Bestleistung beim Dubai-Marathon auf 2:24:26 h und wurde Vierte. Beim World’s Best 10K belegte sie den dritten Rang. Im April gewann sie den Daegu-Marathon und verbesserte den dortigen Streckenrekord deutlich auf 2:25:52 h.

## Bestleistungen
- Halbmarathon: 1:08:29 h, 14. Oktober 2007, Udine
- Marathon: 2:24:26 h, 21. Januar 2011, Dubai